# Raadnuskäidi
Raadnuskäidi är en kulle i Finland.   Den ligger i den ekonomiska regionen Norra Lappland och landskapet Lappland, i den norra delen av landet, 1 000 km norr om huvudstaden Helsingfors. Toppen på Raadnuskäidi är 480 meter över havet, eller 79 meter över den omgivande terrängen. Bredden vid basen är 5,2 km.
Terrängen runt Raadnuskäidi är huvudsakligen platt, men åt sydost är den kuperad.  Trakten runt Raadnuskäidi är nära nog obefolkad, med mindre än två invånare per kvadratkilometer. Det finns inga samhällen i närheten. Omgivningarna runt Raadnuskäidi är i huvudsak ett öppet busklandskap.